# Elaterinae
Elaterinae — підродина жуків родини Ковалики (Elateridae). Підродина містить 3500 видів у 200 родах, що поширені по всьому світі.

## Триби
- Adrastini Candèze, 1873
- Agriotini Champion, 1894
- Ampedini Gistel, 1856
- Aplastini Stibick, 1979
- Cebrionini Latreille, 1802
- Dicrepidiini Candèze, 1859
- Elaterini Leach, 1815
- Megapenthini Guryeva, 1973
- Melanotini Candèze, 1859
- Odontonychini Girard, 1972
- Physorhinini Candèze, 1859
- Pomachiliini Candèze, 1859